# Robbie Fowler
Robbie Fowler   (Toxteth, 9 d'abril de 1975) nom abreujat de Robert Bernard «Robbie» Fowler és un exfutbolista professional i entrenador de futbol anglès, que va jugar com a davanter en el període 1993-2012. Fowler era conegut pel seu instint golejador.
És especialment recordat pels seus dies com a jugador al Liverpool FC i és el cinquè màxim golejador en la història de la Premier League. Fowler va marcar 183 gols en total per al Liverpool, 128 dels quals a la Premier League (162 gols a la Premier League en total). Posteriorment va jugar al Leeds United FC i al Manchester City, abans de tornar al Liverpool el gener del 2006.
Es va traslladar de club 18 mesos després de signar pel Cardiff City, i va signar amb el Blackburn Rovers per un període de tres mesos. El desembre del 2008, se'n va anar de Blackburn i va forjar una carrera a Austràlia amb el North Queensland Fury i el Perth Glory. El 2011 va anar a Tailàndia a l'equip Muang Thong United FC com a jugador, però més tard va ser nomenat jugador-entrenador i hi va romandre fins que es va retirar l'any 2012.
Fou internacional amb la selecció anglesa 26 vegades, i hi va marcar 7 gols. Fowler va ser inclòs en la convocatòria d'Anglaterra per l'Eurocopa 96, l'Eurocopa 2000 i la Copa del Món de Futbol de 2002.

## Primers anys
Fowler va néixer a Toxteth, Liverpool, i es va criar a la zona cèntrica de la ciutat. En aquest moment se'l coneixia com a Robert Ryder, el cognom de la seva mare. Va viure a Toxteth en el moment dels disturbis de 1981, quan tenia sis anys. Quan era jove era seguidor de l'Everton FC i anava regularment a Goodison Park. Va jugar regularment per a l'equip col·legial Thorvald i en un partit va arribar a marcar 16 gols en un resultat final de 28-0.

## Carrera de club

### Liverpool
La carrera de Fowler va començar amb el Liverpool. Va signar com a jugador de l'equip juvenil un cop va acabar l'escola, l'estiu de 1991, i va signar el seu primer contracte professional en el seu 17è aniversari, el 9 d'abril de 1992.
La primera participació de Fowler amb el primer equip del Liverpool va arribar el dia 13 de gener de 1993, quan va formar part de la banqueta en un partit de tercera ronda de la Copa anglesa de futbol contra el Bolton Wanderers. A la temporada següent, Fowler va ajudar la selecció d'Anglaterra Sub-18 a guanyar el Campionat d'Europa de 1993. Va marcar el seu primer hat-trick contra el Southampton, que era només el seu cinquè partit en la lliga. El seu primer gol a la lliga pels Reds va arribar el 16 d'octubre de 1993, quan va marcar el gol de l'empat al minut 87 a casa contra l'Oldham Athletic, i va salvar els Reds del que hauria estat una de les sorpreses més grans de la temporada de la Premier League.
En els seus primers 13 partits amb el club va marcar 12 gols, i va ser recompensat amb el debut amb la selecció anglesa sub-21 contra la selecció de San Marino el novembre de 1993, en què va marcar el primer gol d'Anglaterra en el tercer minut. Fowler no va poder mantenir la seva ràtio de gol per partit durant tota la temporada, però va acabar la seva primera temporada com a màxim golejador del club amb 18 gols en totes les competicions, malgrat que Ian Rush havia marcat més gols a la lliga. Va ser, però, una decebedora temporada pel Liverpool, ja que va acabar vuitè de la Premier League sense fer cap impacte en qualsevol de les competicions importants, tot i la sortida de Graeme Souness com a gerent i el nomenament de Roy Evans com a successor al capdavant del club.

#### L'èxit i la fama
La temporada 1994-1995 Fowler va jugar a la totalitat dels 57 partits oficials disputats pel Liverpool, inclosa la victòria en la final de la Copa de la Lliga anglesa de futbol de 1995, i un partit contra l'Arsenal FC en què va marcar el hat-trick més ràpid de la Premier League, en quatre minuts i 33 segons, un rècord que segueix en peu.
Fowler va ser votat com el Jugador Jove de l'Any en dos anys consecutius el 1995 i 1996, una gesta només igualada per Ryan Giggs i Wayne Rooney.
Durant la meitat i finals de la dècada del 1990, Fowler va segellar la seva reputació, i va marcar més de 30 gols durant tres temporades consecutives, fins al 1997. Continua essent l'únic jugador que ha marcat 30 gols en les seves primeres tres temporades completes a Anglaterra, on va fer 98 gols, amb un total de 116 en tres anys i mig, cosa que també encara no ha succeït en cap de les grans lligues. L'associació de Fowler amb Steve McManaman va ser descrita com la raó per la qual el Liverpool s'havia convertit en un club conegut per ser la força atacant més potent a Anglaterra en aquell moment, i Fowler era conegut per marcar gols de tota classe, des de tots els angles i a distància. McManaman el va descriure com «el més gran golejador de tots els temps».
Stan Collymore, company d'atac de Fowler del 1995 al 1997, va dir en la seva autobiografia que Fowler havia estat el millor jugador que mai hagués jugat al seu costat. Fowler i Collymore es trobaven entre les associacions de golejadors més prolífiques a Anglaterra durant la temporada 1995-1996. Aquella temporada va marcar dos gols en la victòria per 4-3 sobre el Newcastle United, un partit escollit com el millor de la dècada en una enquesta de la Premier League.
Fowler va ser convocat amb la selecció de futbol d'Anglaterra i va guanyar el seu primer partit el 27 de març del 1996, com a suplent en un amistós contra Bulgària. El seu primer partit oficial com a internacional va ser contra la selecció de Croàcia. Fowler va formar part de la selecció anglesa per a l'Eurocopa 1996, i va fer dues aparicions al torneig.
Aquell any també va guanyar un premi de la UEFA, el de Fair Play, ja que va negar que havia estat tocat pel porter de l'Arsenal, David Seaman a Highbury dins de l'àrea. Després d'intentar sense èxit persuadir l'àrbitre de canviar la seva decisió sobre el penal xiulat, Fowler el va tirar mansament i el porter el va parar. No obstant això, el porter no va poder aferrar-se a la pilota i en Jason McAteer va marcar de rebot. Molta gent creu que va xutar malament el penal deliberadament, per una qüestió de joc net.

#### Spice Boys
Fowler va ser part d'un grup de jugadors del Liverpool de mitjans dels anys 1990 que van ser anomenats els Spice Boys per la premsa, arran d'una sèrie de controvèrsies fora del camp. El terme va ser encunyat pel Daily Mail, i va sorgir a causa dels rumors fora de lloc que Fowler estava sortint amb l'Spice Girl Emma Bunton. El terme va ser utilitzat posteriorment de forma despectiva.
El rendiment de Fowler la temporada 1997-1998 es va veure entelat per una lesió als lligaments del genoll que el va mantenir fora d'acció per mitja temporada i el va obligar a perdre's la Copa del Món de Futbol de 1998. Durant aquest període de la lesió, el davanter del Liverpool Michael Owen va assolir la fama, i va debutar el 1997. Owen es va establir a l'equip de Liverpool en absència de Fowler.

#### Sortida del Liverpool
Fowler va començar la temporada 2001-02 amb polèmica, després d'haver estat apartat de l'equip pel qui aleshores n'era l'entrenador, Gérard Houllier, per a la Charity Shield 2001. Va reaparèixer al partit de la Supercopa d'Europa de 2001, en què el Liverpool va guanyar per 3-2 contra el Bayern de Múnic. L'octubre de 2001, va marcar el seu primer hat-trick de la lliga en tres anys, fet que va ajudar el Liverpool a batre el Leicester City per 4-1, però no va ser convocat per al següent partit de Lliga. La seva darrera aparició al Liverpool va ser contra el Sunderland AFC, en un partit en què va ser substituït al descans.

### Leeds United
Malgrat la seva popularitat entre els aficionats del Liverpool, que es referien a Fowler com a Déu, Michael Owen i Emile Heskey s'havien establert com a parella d'atac regular al Liverpool, cosa que va deixar Fowler pràcticament de banda a la primera plantilla. Això, juntament amb la seva difícil relació amb Houllier, va fer que busqués equip lluny d'Anfield, i el Leeds United FC el va fitxar per 12 milions de lliures. Fowler sosté que Houllier el va obligar a sortir del Liverpool.
El traspàs es va fer tot just un mes després del seu hat-trick al Leicester. Va fer el seu debut a Leeds en un partit fora de casa contra el Fulham al desembre de 2001, el mateix estadi on havia fet el seu debut amb el Liverpool vuit anys abans. Fowler va marcar dotze gols en el qual restava de la temporada, i va ajudar el Leeds a aconseguir una plaça per la Copa de la UEFA. Fowler va ser inclòs en la convocatòria de la selecció anglesa per la Copa del Món de Futbol de 2002, però només va jugar-hi un partit, va entrar com a suplent en una victòria sobre Dinamarca.
Fowler va patir una greu lesió al maluc en la pretemporada del 2002-03, i no es va recuperar fins al desembre. Tot i això, va marcar 15 gols en 31 partits amb el Leeds, en una impressionant ratxa d'un gol cada dos partits. La temporada 2002-03 el Leeds va acabar 15è a la Premier League, amb una severa crisi financera.

### Manchester City
La temporada 2002-03 Fowler va ser traspassat al Manchester City FC, club amb el qual va signar contracte el 16 de gener de 2003. Fowler va fer el seu debut al Manchester City contra el West Bromwich Albion l'1 de febrer de 2003, però va marcar només dos gols durant tota la resta de la temporada.
Fowler va continuar lluitant amb problemes físics a la temporada 2003-04, durant la qual va completar els 90 minuts de partit només nou vegades, tot i que ho va fer marcant contra el seu antic club, el Liverpool, en l'empat 2-2 a casa. L'arribada d'un amic proper, Steve McManaman, des del Reial Madrid va esperançar Fowler, però la parella no va aconseguir revifar l'associació prolífica de la seva etapa al Liverpool, i van rebre crítiques per part dels fans i la premsa sensacionalista pels seus salaris i excessos.
Tot i la crisi, Fowler es va recuperar en la següent campanya, i va mostrar una notable millora en la segona meitat de la temporada 2004-05, en marcar el seu gol número 150 a la Premier League en la victòria per 3-2 sobre el Norwich City el 28 de febrer de 2005. No obstant això, la seva errada en convertir un penal en el minut 90 contra el Middlesbrough de Mark Schwarzer en l'últim partit de la temporada va impedir el Manchester City de guanyar-se un lloc a la Copa de la UEFA. Tot i això, Fowler va acabar la temporada com a màxim golejador del club, va guanyar l'aprovació dels fans i va acabar entre els tres primers en l'enquesta del «Jugador de l'any» dels aficionats.
Fowler va tenir problemes de lesions a l'inici de la temporada 2005-06, va ser titular poques vegades, i només va fer dues aparicions com a suplent en els primers quatre mesos de la temporada. La seva primera titularitat de la temporada va arribar contra el Scunthorpe United FC a la FA Cup, el 7 de gener de 2006, en què va marcar un hat-trick. La setmana següent va marcar el tercer gol del Manchester City en la seva victòria per 3-1 contra el seu rival local, Manchester United, després d'entrar com a suplent. No obstant això, Fowler va jugar només un partit més al Manchester City abans de tornar a Liverpool, en un traspàs lliure.

### Retorn a Liverpool
El 27 de gener de 2006, es va reincorporar al Liverpool procedent del Manchester City com a agent lliure, ja que havia signat un contracte fins al final de la temporada. Fowler havia seguit sent un seguidor del Liverpool després que hagués deixat el club, i era entre la multitud quan el Liverpool va guanyar la Lliga de Campions de la UEFA 2004-05.
Els aficionats es van omplir d'alegria en saber que Fowler havia tornat, hi havia grans pancartes en el partit contra Birmingham City que deien «Déu - l'onze, benvingut de tornada al cel».
El retorn de Fowler contra el Birmingham City el febrer de 2006 va ser titulat per la premsa sensacionalista com un conte de fades, i ell mateix va dir que se sentia com «un nen que desperta al matí de Nadal». La tornada a Anfield va ser com a suplent contra el Birmingham, i quan va entrar al camp va rebre una ovació amb el públic dempeus. Després del seu retorn, va fer tres gols anul·lats per fora de joc, abans que finalment aconseguís marcar el 15 de març de 2006 en un partit a casa contra el Fulham, el mateix rival contra el qual havia marcat el seu primer gol per al Liverpool tretze anys abans.
El següent objectiu de Fowler amb el Liverpool era superar Kenny Dalglish com a màxim golejador de tots els temps al club, objectiu que va assolir contra el West Bromwich Albion, després de fer quatre gols en cinc partits. Malgrat les preocupacions sobre el seu estat de forma, Fowler va acabar la temporada 2005-06 marcant de forma més consistent que altres davanters del Liverpool. El maig de 2006 se li va oferir un nou contracte per un any amb el club, i ho va celebrar marcant el primer gol en l'últim partit de lliga de la temporada del Liverpool, en un 3-1 davant el Portsmouth. Va ser el seu últim partit de la temporada, ja que no va poder prendre part en la final de la Copa anglesa de futbol de 2006.
En la seva última temporada al Liverpool, Fowler va ser titular a la lliga només sis vegades. Curiosament, els seus tres gols a la Lliga van ser de penal contra el Sheffield United. Un d'ells va ser al partit d'anada a la jornada inaugural de la temporada, i els altres dos al partit de tornada a Anfield. Va jugar també en altres partits, van ser més comuns a causa del sistema de rotacions aplicat per Rafael Benítez. El 25 d'octubre de 2006 Fowler va ser nomenat capità del Liverpool per primera vegada des del seu retorn en una eliminatòria de la Copa de la Lliga contra el Reading FC, un partit en què va marcar just abans del mig temps. El partit acabà en victòria per 4-3.
El 5 de desembre, Fowler va marcar els seus dos primers gols a la Lliga de Campions contra el Galatasaray, tot i que el Liverpool va perdre el partit.
L'1 de maig 2007 va ser suplent a la semifinal de la Lliga de Campions contra el Chelsea, i va sortir al camp als últims minuts de la pròrroga. El partit va entrar a la tanda de penals, que el Liverpool va guanyar. Fowler havia de tirar el cinquè i últim penal, però el partit ja havia acabat quan Kuyt va marcar el penal de la victòria.
En la seva última aparició al club, en contra del Charlton Athletic el 13 de maig, Fowler va lluir el braçalet de capità per última vegada. Va ser substituït a dos minuts del final del partit i se li va fer una ovació amb el públic dempeus. Va acabar la seva segona carrera com a jugador de Liverpool amb una Lliga de Campions i una medalla de subcampió, tot i que no va ser inclòs en l'onze ideal. Es va convertir en agent lliure l'1 de juliol després d'haver marcat 183 gols en 369 partits durant les seves dues etapes al club.

### Cardiff City
El 21 juliol del 2007 Fowler va signar un contracte de dos anys per jugar amb el Cardiff City. Es va perdre partits els primers partits de la temporada a causa d'una manca d'aptitud, va fer el seu debut en un empat a la Copa de la Lliga el 28 d'agost. Va marcar els seus dos primers gols a Cardiff el 22 de setembre en contra del Preston North End, amb dos cops de cap. Fowler va marcar dues vegades en el seu següent partit, una tercera ronda de la Lliga Copa eliminatòria contra el West Bromwich, que va guanyar 4-2. Això va portar a una quarta ronda contra el Liverpool, a Anfield, en la qual els fans del Liverpool van instar Fowler a marcar veient que podia, l'última vegada que anava a jugar a Anfield, però Cardiff va ser eliminat per 2-1.
Al novembre, Fowler va viatjar a Frankfurt, Alemanya per veure el Dr. Hans - Wilhelm Müller - Wohlfahrt, un especialista en lesions esportives, per intentar resoldre un problema de maluc. El tractament va consistir a injectar-se prop de vint injeccions al maluc. Va tornar als entrenaments a finals de novembre i va retornar el 15 de desembre com a suplent en la derrota per 1-0 contra el Bristol City. No obstant això, va tornar a sofrir una altra lesió tot just uns dies més tard després d'una escombrada a deshora, en l'entrenament del capità del club Darren Purse, que el va deixar amb els lligaments del turmell malmesos. A causa de la nova lesió, el Cardiff i Fowler va fer plans perquè ell viatgés a Colorado (Estats Units) per sotmetre's a una cirurgia mínimament invasiva en el problema del maluc, que l'havia turmentat en les últimes temporades, amb l'esperança que finalment es resolgués el problema.
Després de l'operació de maluc, es va fer palès que la lesió era pitjor del que es pensava. Els cirurgians es van veure obligats a realitzar una micro-fractura perquè el maluc es curés adequadament, tot i això, van tractar de fer-hi una reaparició a la fi de la temporada per jugar a la final de la Copa anglesa de futbol de 2008 contra el Portsmouth i va ser inclòs en l'equip. No obstant això, ell no va intervenir en el joc i, per tant, no va rebre una medalla de subcampió, ja que no havia fet acte de presència en la competició.